# بی‌مصرف‌ها (فیلم ۱۹۸۹)
بی‌مصرف‌ها (به انگلیسی: The Expendables) (که در فیلیپین با عنوان نبرد کامل منتشر شد) یک فیلم اکشن فیلیپینی-آمریکایی محصول سال ۱۹۸۸ به کارگردانی سیریو اچ سانتیاگو و نویسندگی فیلیپ آلدرتون است. بازیگرانی چون آنتونی فینتی، پیتر نلسن، لورن هاینز، کوین دافیس، ویک دیاز و دون ویلسون به ایفای نقش پرداخته‌اند.